# Laurens Sweeck
Laurens Sweeck (Lovaina, Brabant Flamenc, 17 de desembre de 1993) és un ciclista belga, professional des del 2014. Combina el ciclisme en carretera, on corre amb l'equip Alpecin-Deceuninck Development Team, i el ciclocròs, on corre amb l'equip Crelan-Fristads.
El seu avi Alfons, i el seu germà bessó Diether també s'han dedicat al ciclisme professionalment.

## Palmarès en ciclocròs
- 2010-2011
  - 1r a la Copa del món de ciclocròs júnior
  - 1r al Superprestige júnior
- 2012-2013
  -  Campió de Bèlgica sub-23 en ciclocròs
- 2014-2015
  -  Campió de Bèlgica sub-23 en ciclocròs
  - 1r al Trofeu Bpost Bank sub-23
- 2019-2020
  -  Campió de Bèlgica en ciclocròs
  - 1r al Superprestige
- 2022-2023
  - 1r a la Copa del món de ciclocròs

## Palmarès en ruta
- 2015
  - Vencedor d'una etapa a la Volta a la província de Namur
- 2016
  - 1r a la Volta a la província de Namur i vencedor d'una etapa
  - Vencedor de 2 etapes al Tríptic de les Ardenes
- 2017
  - 1r al Gran Premi Jean-Pierre Monseré
  - Vencedor d'una etapa al Tríptic de les Ardenes
  - Vencedor de 3 etapes a la Volta a la província de Namur
- 2023
  - Vencedor d'una etapa al Tour del País de Montbéliard
- 2024
  - 1r a la SD Worx BW Classic